# Johann Evangelist Stadler
Pour les articles homonymes, voir Stadler.
Johann Evangelist Stadler (né le 24 décembre 1804 à Parkstetten, près de Ratisbonne; mort le 30 décembre 1868 à Augsbourg) est un théologien et encyclopédiste bavarois.

## Biographie
Johann Evangelist Stadler étudie au lycée de Straubing. Après des études de Théologie à l'université de Landshut il est ordonné prêtre en 1827 à Ratisbonne. Il poursuit se études à l'université de Munich et obtient un doctorat en théologie biblique en 1831.
Son œuvre la plus importante est le Lexique complet des saints (Vollständige Heiligenlexikon), en collaboration avec Franz Joseph Heim et continué après sa mort avec J. N. Ginal (Livres IV–V).

## Œuvres
- Lexique complet des saints Vollständiges Heiligen-Lexikon oder Lebensgeschichten aller Heiligen, Seligen etc. aller Orte und aller Jahrhunderte..., 5 Livres, Augsbourg 1858–1882 (online) (avec Franz Joseph Heim), Georg Olms-Verlag, Hildesheim 1996. online
  - Download en format fdb